# Roveredo in Piano
Roveredo in Piano – miejscowość i gmina we Włoszech, w regionie Friuli-Wenecja Julijska, w prowincji Pordenone.
Według danych na rok 2004 gminę zamieszkiwało 4856 osób, 323,7 os./km².